# 多田羅誠也
多田羅 誠也（たたら せいや、1998年5月20日 - ）は、地方競馬の高知競馬場工藤真司厩舎所属の騎手である。

## 来歴
競馬界に縁がある家庭出身ではなく、高校は龍谷大学付属高等学校に入学。サッカー部に所属していた。付属高校のため大学にはストレートで進むことができたが、体が小さいこともあり、騎手を目指した。
高校卒業後、地方競馬教養センター97期生として入所し卒業。
2019年3月31日に地方競馬騎手免許を取得し、高知競馬の工藤真司厩舎に所属する。4月13日、高知競馬第2競走でマイネルファラオンに騎乗してデビュー、初勝利を挙げる。
2020年、全日本新人王争覇戦を怪我のため出場を辞退した。
2020年の黒潮菊花賞をフリタイムで制し、重賞初制覇を飾る。

## 主な騎乗馬
- フリタイム（2020年黒潮菊花賞）
- トーセンジェイク（2021年黒潮菊花賞）
- ダノングッド（2021年ゴールド争覇、笠松グランプリ、2022年ゴールドスプリント、だるま夕日賞、園田FCスプリント、トレノ賞、2023年ゴールドスプリント）
- アンティキティラ（2022年花吹雪賞、若草賞、秋の鞍、2024年佐賀ヴィーナスカップ、読売レディス杯）
- アポロティアモ（2023年福永洋一記念）
- ドライブアウェイ（2024年ネクストスター高知、2025年兵庫クイーンセレクション）
- トサノマイヒメ（2024年フォーマルハウト賞、2025年土佐春花賞）

出典: